# Kili (wyspa)
Kili – wyspa o powierzchni 0,93 km² w łańcuchu wysp Ralik Chain archipelagu Wysp Marshalla, położona około 180 mil morskich na południowy zachód od atolu Jaluit. Najmniejsza z wysp archipelagu.
Wyspa ta była bezludna do 2 listopada 1948, kiedy to rząd USA przeniósł tam (w zamierzeniu tymczasowo) mieszkańców atolu Bikini, w ramach operacji Crossroads; pozostali tam jednak na stałe. W 2007 roku liczba mieszkańców wynosiła około 774 osób, co groziło przeludnieniem. Dzisiaj (2009) około 1400 potomków wysiedleńców z Bikini mieszka na Kili, innych wyspach archipelagu Marshalla lub za granicą, w tym w Australii, Nowej Zelandii i USA.
Kili nie jest atolem i nie otacza jej rafa koralowa, co oznacza, że przez około cztery miesiące w roku nie można tam dobić statkiem, gdyż nie pozwalają na to warunki pogodowe. Równie trudne jest uprawianie rybołówstwa. Utrzymywanie stałych połączeń pasażersko-pocztowych umożliwia natomiast trawiasty pas startowy dla niewielkich samolotów.
Główną uprawę na Kili stanowi kopra. Uprawia się też trzcinę cukrową i niewielkie ilości owoców i warzyw, jak cytrusy, chlebowce, kabaczki, banany i papaje.
Mieszkańcy Kili korzystają ze wsparcia finansowego ze strony rządu USA i Wysp Marshalla; na jedną osobę przypada rocznie 15 dolarów w naturze: każda rodzina na wyspie otrzymuje 2–3 razy w roku paczki zawierające 1–2 porcje mrożonych kurczaków, 2–4 20-kilogramowych worków mąki i 2–4 worki ryżu. Na wyspie istnieje kilka sklepików oferujących wyspiarzom sól, tabasco, cukierki i puszkowaną żywność z USA.
Dzięki władzom Wysp Marshalla od roku 2006 mieszkańcy Kili mają dostęp do energii elektrycznej (centralny agregat prądotwórczy zasilany dowożonym paliwem, koszty którego pokrywają wpływy z bazy nurkowej na atolu Bikini), łączności satelitarnej i komputerów. Wszyscy nadal uważają się za mieszkańców Bikini i czekają na chwilę, kiedy będą mogli tam wrócić.
Na atolu znajduje się port lotniczy Kili.